# SGI Octane

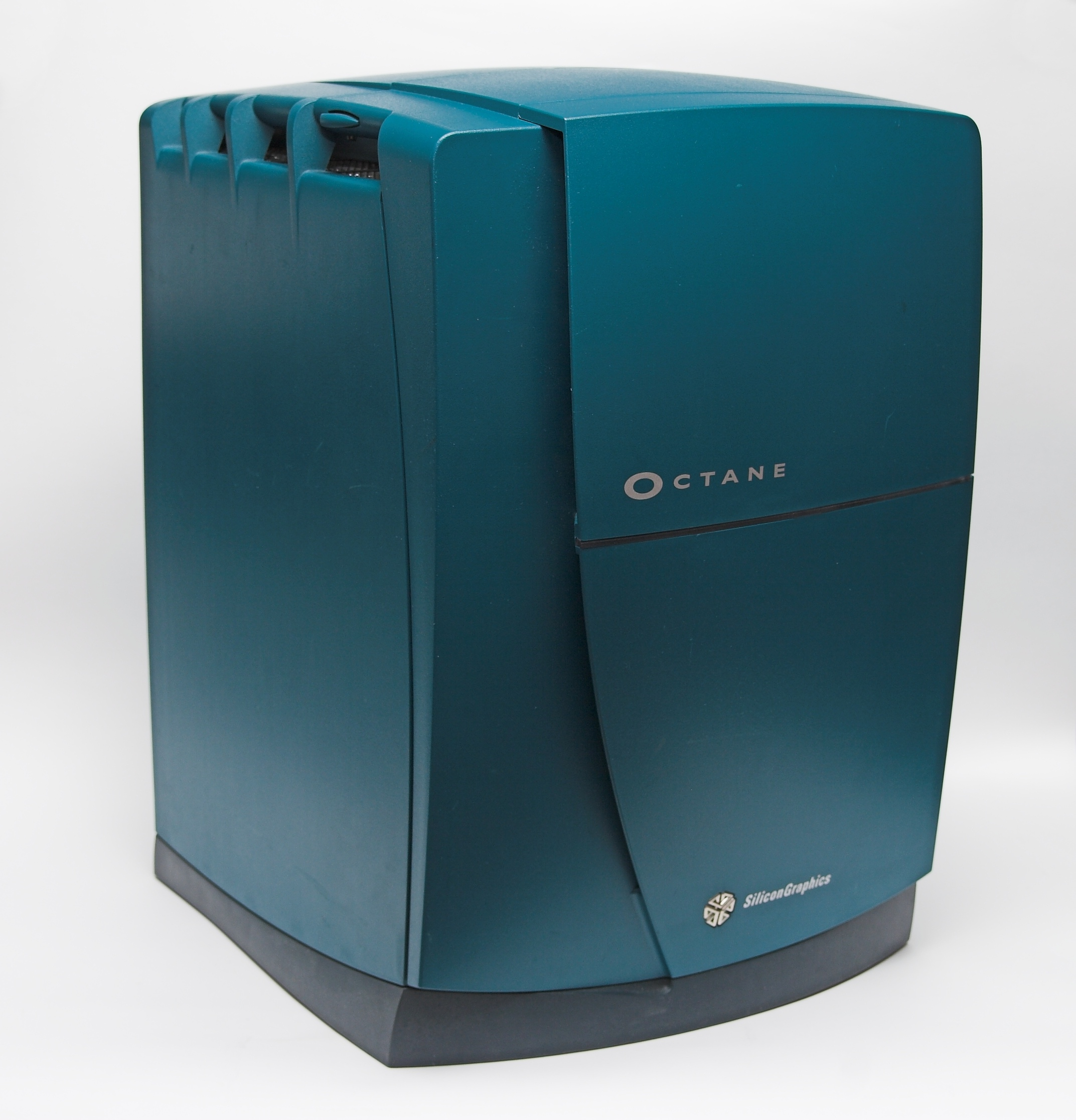
SGI Octane Workstation

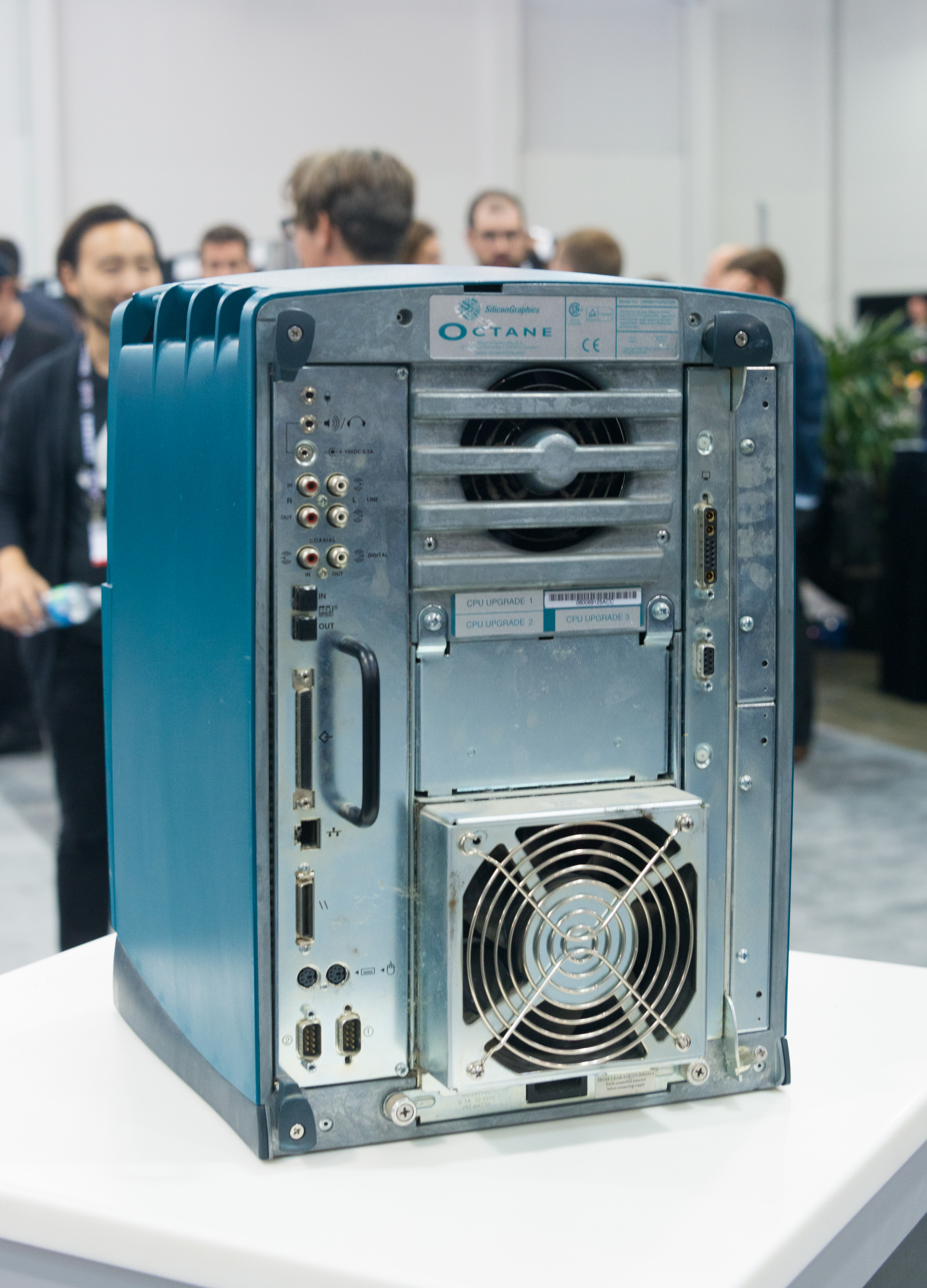
Rückseite der Silicon Graphics Octane – auf der Veranstaltung SVVR 2015

Die Octane ist eine Workstation, die durch SGI in den Jahren 1997–2000 gebaut und vertrieben wurde. Die Workstation hatte ihren Schwerpunkt in der Grafikbearbeitung, als Videoeffektprozessor und 3D-Effekt Generator, der CAD-Bearbeitung und beim wissenschaftlichen Rechnen. Es handelt sich um eine 2-Wege-SMP-fähige 64-Bit Architektur, deren CPU auf dem MIPS R10000-Prozessor basiert.
Direkter Nachfolger ist die Octane 2, die sich im prinzipiellen Aufbau nicht wesentlich unterscheidet, eher ein Upgrade der Octane mit leistungsfähigerer VPro Grafik, größerem Netzteil, verbesserten Hauptplatinen, schnelleren Prozessoren und einem blauen Gehäuse ist.
Beide Geräte verwenden IRIX als Betriebssystem.
Im Jahr 2009 erschien von der damals gerade in SGI umbenannten ehemaligen Rackable Systems eine Octane III. Diese wurde als „Personal Supercomputer“ beschrieben und vereinigte mehrere Mainboards in einem Tower-ähnlichen Gehäuse mit bis zu 80 Cores und fast 1 Terabyte Arbeitsspeicher. Es handelt sich um einen Namensnachfolger, der technisch wenig Überschneidungen mit den Vorgängern hat.

## Verbaute Prozessoren
Übersicht über verfügbare Prozessoren für die Octane.
| Prozessor | Cache | Single CPU (MHz)   | Dual CPU (MHz)     |
| --------- | ----- | ------------------ | ------------------ |
| R10000SC  | 1 MB  | 175, 195, 225, 250 | 175, 195, 225, 250 |
| R12000SC  | 2 MB  | 270, 300, 400      | 270, 300, 400      |
| R12000SCA | 2 MB  | 360, 400           | 360, 400           |
| R14000SCA | 2 MB  | 550, 600           | 600                |

Bei einem Upgrade von einer auf zwei CPUs ist zu bedenken, dass hierfür das gesamte CPU-Board ausgetauscht werden muss.
Das CPU-Board ist fest mit einem massiven Aluminium-Kühlkörper verschraubt. Diese Verbindung sollte möglichst nicht gelöst werden, da die CPU mittels vieler kleiner gespannter Goldspiralfedern an das Trägerboard angekoppelt wird und letztere bei Abnehmen des Kühlkörpers und der CPU aus ihren Positionen springen.

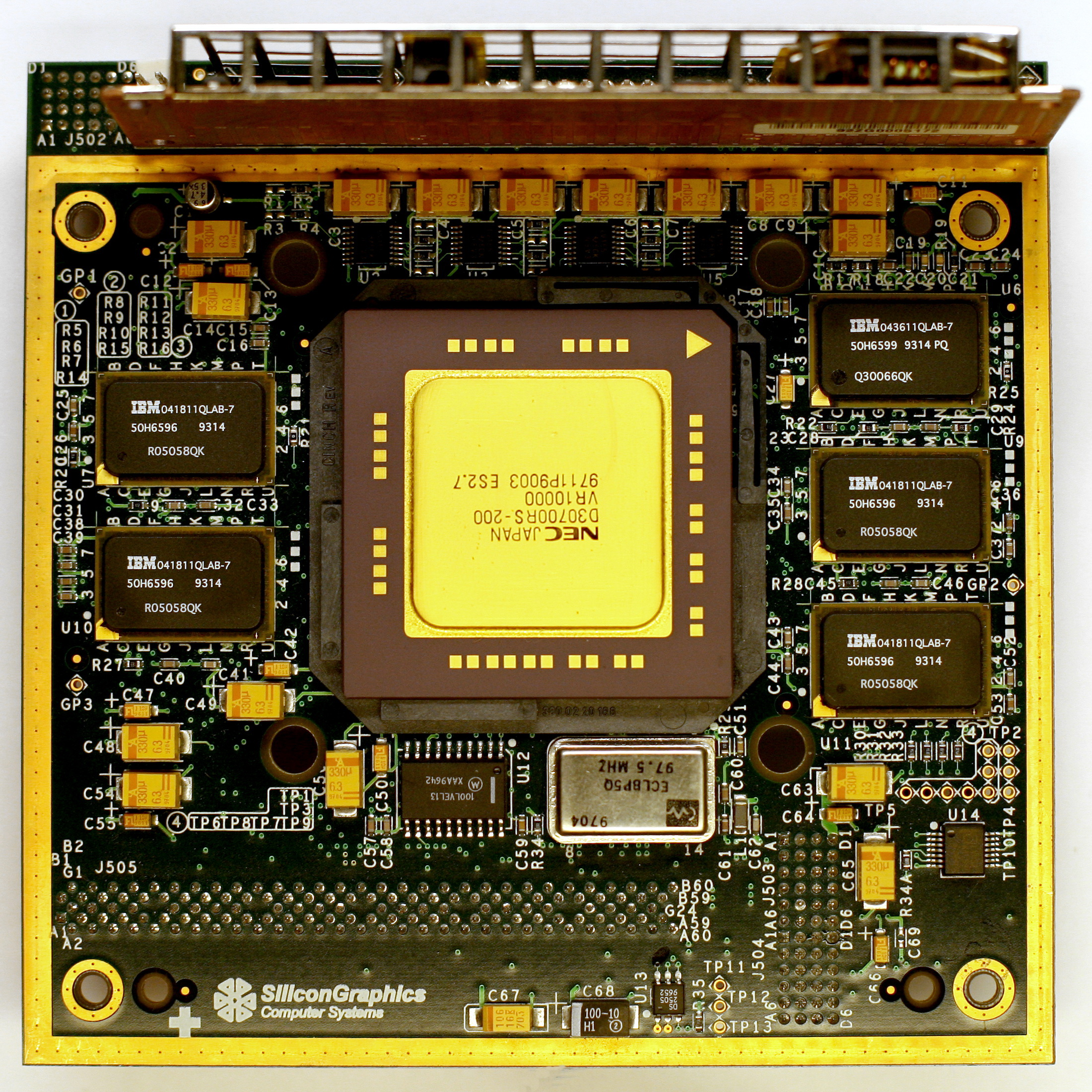
MIPS R10000 Einzel-CPU-Modul (mit demontiertem Kühlkörper)

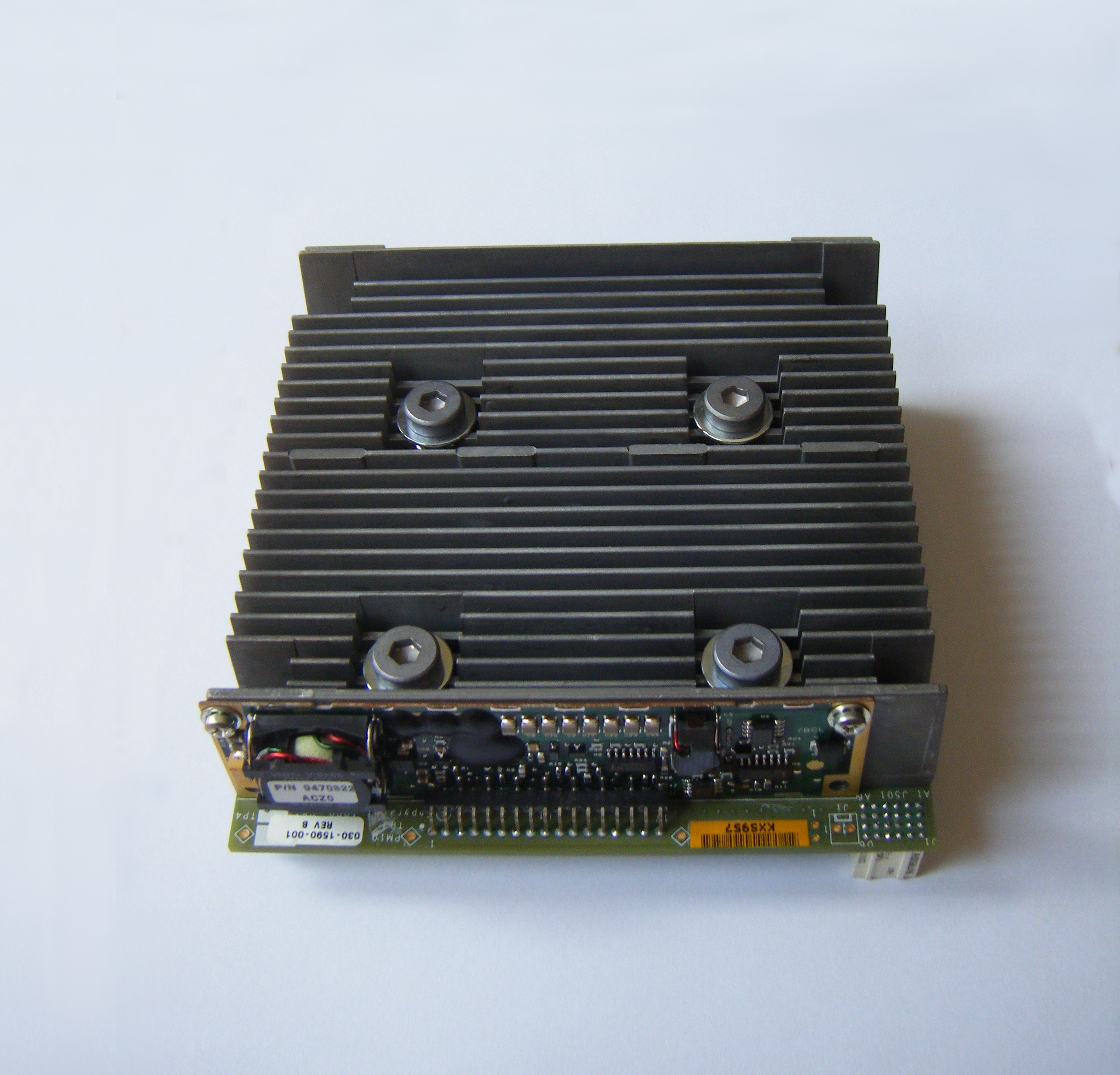
Ein Einzel-CPU Modul mit einer R12000 MIPS CPU, mit massivem Kühlkörper.

Die CPU ist mit dem RAM über einen besonderen Chip namens „Heart“ direkt verbunden. Dieser befindet sich auf dem Mainboard der Octane. Gleichzeitig ist dieser mit dem zentralen Chip der Maschine verbunden, dem „Cross-Bow“ ASIC. Eine Besonderheit der Octane liegt in diesem Chip begründet, der statt eines üblichen Bussystemes eine sternförmige Systemarchitektur ermöglicht, bei der immer zwei Systemeinheiten miteinander verbunden werden können, wobei jeweils mehrere solche Verbindungen parallel und gleichzeitig möglich sind (also z. B. SCSI-Kontroller zu RAM und CPU zu Grafikkarte). Mit jedem Systemtakt können dabei andere Geräte neu miteinander verbunden werden. Dies nennt man einen „Crossbar-Switch“.

## Hauptspeicher
Die Octane unterstützt 256 MB bis 8 GB Hauptspeicher. Der Hauptspeicher besteht aus proprietären 200-Pin-DIMM-Modulen. Die ersten Versionen der Workstation (Hauptplatine 030-0887-003) unterstützten maximal 2 GB RAM.

## Grafik
Die Grafikmodule sind als schnelle XIO-Karten ausgeführt. Es sind auch mehr als ein Modul pro Maschine installierbar, allerdings sind nicht alle beliebigen Kombinationsmöglichkeiten erlaubt. So ist insbesondere das Installieren zweier Maximum IMPACT Karten nicht empfohlen, da dafür die Kühlleistung nicht ausreichend ist. Dagegen sind zwei SI-Karten problemlos möglich. Es gibt Module, die nur einen Slot belegen und solche über die gesamte Höhe (2 Slots).

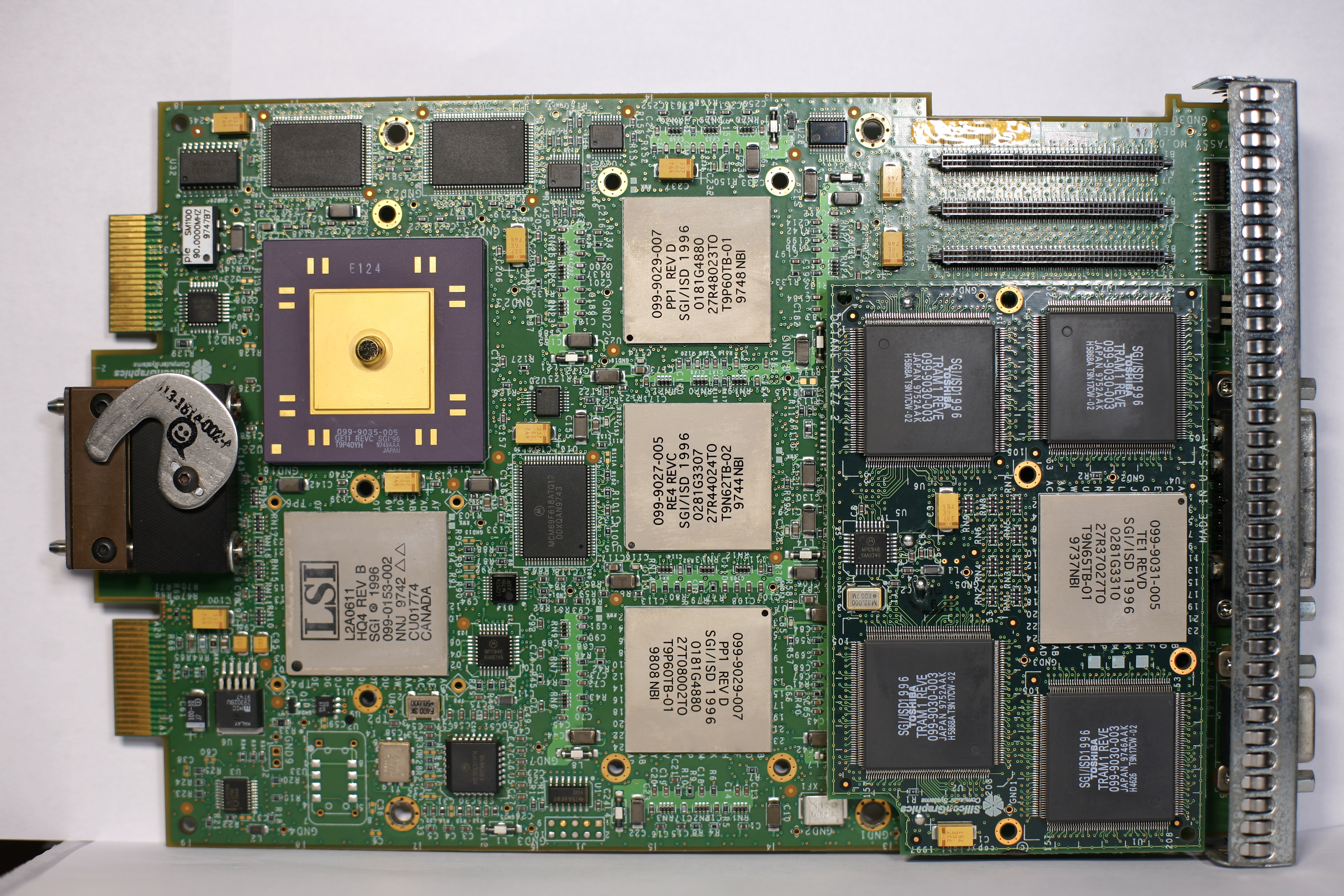
SGI OCTANE Grafikkarte (mit demontiertem Kühlkörper)

Die erste in der Octane1 verbaute Grafikvariante ist ein direkter und im Prinzip baugleicher Nachfolger der IMPACT Grafik aus der Indigo2. Daher rühren auch die Bezeichnungen – SI für Solid IMPACT und MXI für Maximum IMPACT. In einer überarbeiteten Chipversion werden diese dann als Enhanced bezeichnet, so dass eine ESI Karte eine Enhanced Solid IMPACT ist. Diese kann man auch anders als SE für Solid Enhanced bezeichnen. Gleiches gilt für EMXI und MXE. Bei allen Grafikkarten ist das RAM für Texturen steckbar ausgeführt und muss installiert sein, wenn Texturen verwendet werden sollen. In dem Fall wird die Bezeichnung durch ein +T ergänzt, also z. B. ESI+T.
Die Octane2 benutzt eine neue Grafikversion namens ODYSSEY. Dabei ist Texturspeicher standardmäßig vorhanden und z. T. in für die Zeit sehr großen Ausführungen (104 MB). ODYSSEY Karten kommen in den Versionen V6 und V8 bzw. den Nachfolgern V10 und V12, wobei die jeweilig kleinere Nummer dieser Paarbildungen mit kleinerem RAM geliefert wurde (32 MB vs. 128 MB).

### IMPACT Grafik
| Modell: |         | GEs: Geometrieeinheiten | REs: Rastereinheiten | Texture-RAM-Module |
| ------- | ------- | ----------------------- | -------------------- | ------------------ |
| SI      | SE      | 1                       | 1                    | keines             |
| SI+TRAM | SE+TRAM | 1                       | 1                    | 1                  |
| SSI     | SSE     | 2                       | 2                    | keines             |
| MXI     | MXE     | 2                       | 2                    | 2                  |

### VPro bzw. ODYSSEY Grafik
| Modell | Farbigkeit      | Videospeicher | Texturspeicher (max.) | Geschwindigkeitsvorteil |
| ------ | --------------- | ------------- | --------------------- | ----------------------- |
| V6     | RGBA mit 48 Bit | 32 MB         | 8 MB                  | Original                |
| V8     | RGBA mit 48 Bit | 128 MB        | 104 MB                | Original                |
| V10    | RGBA mit 48 Bit | 32 MB         | 8 MB                  | 2×                      |
| V12    | RGBA mit 48 Bit | 128 MB        | 104 MB                | 2×                      |

IMPACT Grafik unterstützt Open GL 1.1 und die ODYSSEY Grafik ist für Open GL 1.2 ausgelegt, natürlich jeweils zuzüglich einiger extra vorhandener SGI Sonderfunktionen.

## Anschlüsse

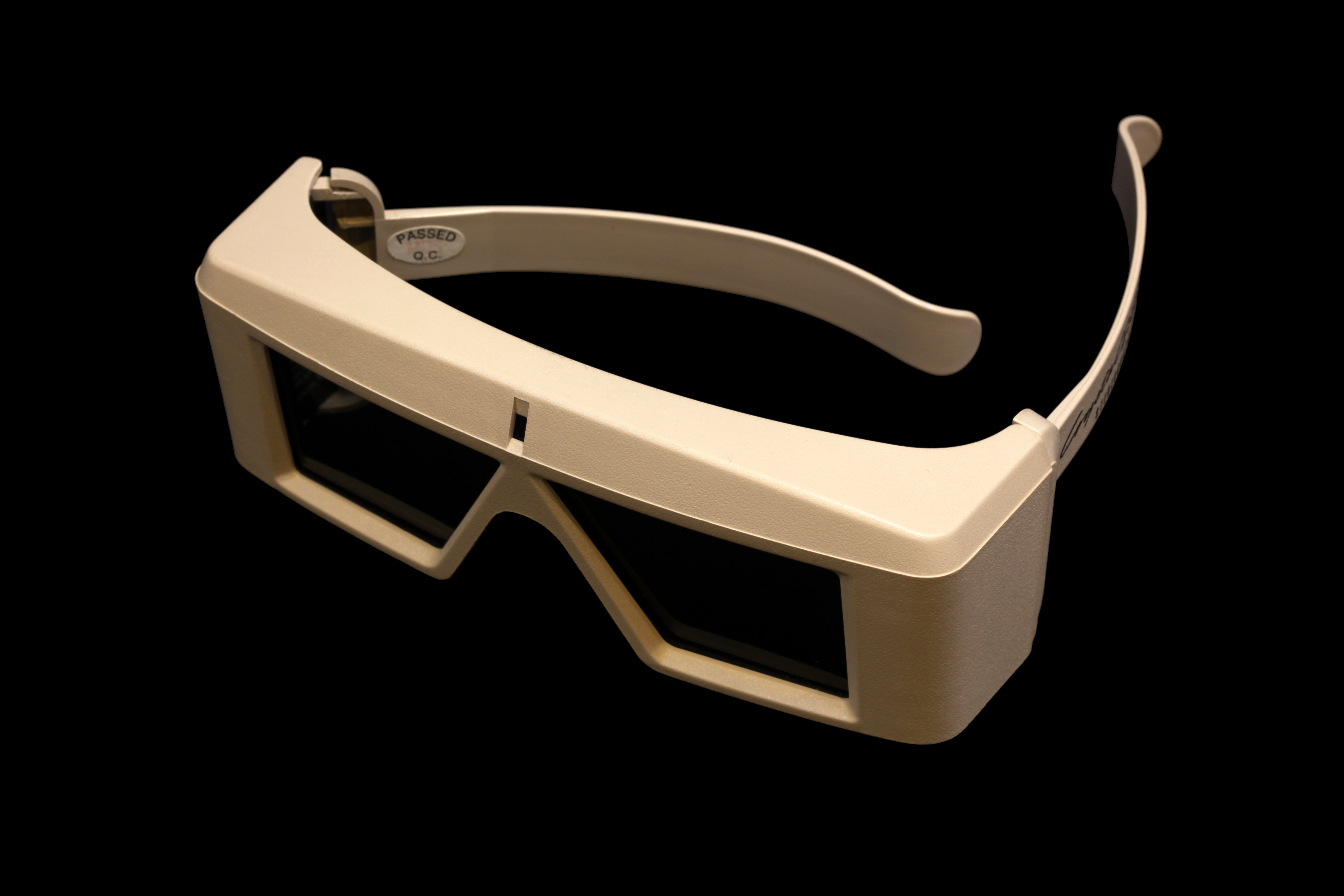
Silicon Graphics 3D-Brille

Die Hauptplatine bietet SCSI und Ethernet als Standardanschlüsse. Daneben serielle Schnittstellen, parallelen Anschluss und ein umfangreiches Audio-Feld für Kopfhörer, Mikrofon, externe Boxen und Standardchinchbuchsen.
Tastatur und Maus sind als standardisierte PS/2-Schnittstelle ausgeführt. Die proprietären weiß-beigen Tastatur der Indigo (und eher) dürfen hier nicht angeschlossen werden.
Die Grafikkarten nutzen einen 13W3 VGA-Anschluss zur Monitoranbindung. Daneben findet sich auch ein Anschluss für eine 3D-Brille.

## Betriebsarten
Als Workstation ist die Octane per Definition ein Arbeitsplatzrechner für einen einzelnen Benutzer. Da eine Haupteigenschaft der SGIs die Grafikdarstellung bzw. Visualisierung war, lässt sich eine Octane im „Dual-Head-Modus“ als Mehrmonitorsystem betreiben. Es ist aber auch möglich, eine Maschine durch zwei Benutzer gleichzeitig zu verwenden, im „Duo-Modus“. In diesem Modus ist das optional erhältliche, sog. PCI-Cardcage (einer intern eingesetzten Zusatzbox (Kassette)) mit insgesamt drei PCI-X Steckplätzen nötig, sowie eine spezielle PCI-Steckkarte von SGI, welche über den zweiten (PS/2 Mini-DIN) Tastatur- und Maus-Anschluss und einen zusätzlichen Netzwerk-Port mit 10/100 MBit/s. verfügt. Dabei konnte mittels geeigneten (geschirmten) Verlängerungskabeln die Tastatur, die Maus und der Bildschirm (Monitor) bis zu 15–20 Meter (oder mehr) entfernt zur Workstation positioniert werden (für den zweiten Arbeitsplatz).

## Verwendung
SGIs, und dabei insbesondere die Octane, wurden in größeren Stückzahlen beim Rendern der ersten computeranimierten Kinofilme etwa bei Pixar eingesetzt (z. B. Toy Story). Dabei kamen v. a. die Programme Maya und Softimage oder der spätere Nachfolger Softimage|XSI 1.0 zum Einsatz.

## Sonstiges
Von SGI gab es die CD Octane The Sound Track mit Songs zum Thema, u. a. der Octane Swing und I Have a Dream.